# Chabrelha
Chabrelha (en francès Chabrillan) és un municipi francès situat al departament de la Droma i a la regió d'Alvèrnia-Roine-Alps. L'any 2007 tenia 654 habitants.

## Demografia

### Població
El 2007 la població de fet de Chabrillan era de 654 persones. Hi havia 258 famílies de les quals 64 eren unipersonals (32 homes vivint sols i 32 dones vivint soles), 87 parelles sense fills, 91 parelles amb fills i 16 famílies monoparentals amb fills.
La població ha evolucionat segons el següent gràfic:
Habitants censats

### Habitatges
El 2007 hi havia 322 habitatges, 261 eren l'habitatge principal de la família, 36 eren segones residències i 25 estaven desocupats. 292 eren cases i 23 eren apartaments. Dels 261 habitatges principals, 197 estaven ocupats pels seus propietaris, 50 estaven llogats i ocupats pels llogaters i 14 estaven cedits a títol gratuït; 3 tenien una cambra, 17 en tenien dues, 35 en tenien tres, 52 en tenien quatre i 155 en tenien cinc o més. 218 habitatges disposaven pel capbaix d'una plaça de pàrquing. A 94 habitatges hi havia un automòbil i a 154 n'hi havia dos o més.

### Piràmide de població
La piràmide de població per edats i sexe el 2009 era:
| Homes | Edats   | Dones |
| ----- | ------- | ----- |
| 0     | 95 o +  | 0     |
| 2     | 90 a 94 | 1     |
| 8     | 85 a 89 | 3     |
| 4     | 80 a 84 | 6     |
| 11    | 75 a 79 | 21    |
| 14    | 70 a 74 | 15    |
| 9     | 65 a 69 | 15    |
| 7     | 60 a 64 | 6     |
| 21    | 55 a 59 | 13    |
| 27    | 50 a 54 | 27    |
| 24    | 45 a 49 | 23    |
| 24    | 40 a 44 | 25    |
| 28    | 35 a 39 | 13    |
| 23    | 30 a 34 | 24    |
| 27    | 25 a 29 | 20    |
| 11    | 20 a 24 | 16    |
| 25    | 15 a 19 | 21    |
| 15    | 10 a 14 | 17    |
| 16    | 5 a 9   | 18    |
| 15    | 0 a 4   | 10    |

## Economia
El 2007 la població en edat de treballar era de 430 persones, 306 eren actives i 124 eren inactives. De les 306 persones actives 281 estaven ocupades (156 homes i 125 dones) i 25 estaven aturades (11 homes i 14 dones). De les 124 persones inactives 51 estaven jubilades, 34 estaven estudiant i 39 estaven classificades com a «altres inactius».

### Ingressos
El 2009 a Chabrillan hi havia 261 unitats fiscals que integraven 688,5 persones, la mediana anual d'ingressos fiscals per persona era de 17.963 €.

### Activitats econòmiques
Dels 21 establiments que hi havia el 2007, 2 eren d'empreses alimentàries, 2 d'empreses de fabricació d'altres productes industrials, 6 d'empreses de construcció, 4 d'empreses de comerç i reparació d'automòbils, 1 d'una empresa de transport, 1 d'una empresa d'hostatgeria i restauració, 2 d'empreses immobiliàries, 2 d'entitats de l'administració pública i 1 d'una empresa classificada com a «altres activitats de serveis».
Dels 4 establiments de servei als particulars que hi havia el 2009, 1 era un taller de reparació d'automòbils i de material agrícola, 1 lampisteria i 2 electricistes.
L'únic establiment comercial que hi havia el 2009 era una fleca.
L'any 2000 a Chabrillan hi havia 29 explotacions agrícoles que ocupaven un total de 920 hectàrees.

## Equipaments sanitaris i escolars
El 2009 hi havia una escola elemental.

## Poblacions més properes
El següent diagrama mostra les poblacions més properes.